# اوپی ادواردز
اوپی ادواردز (انگلیسی: Opi Edwards؛ زادهٔ ۳۰ آوریل ۱۹۹۹) بازیکن فوتبال اهل غنا است.
از باشگاه‌هایی که در آن بازی کرده‌است می‌توان به باشگاه فوتبال بریستول سیتی اشاره کرد.